# Herbert Pohl (General)
Herbert Pohl (* 20. März 1941 in Bunzlau) ist ein deutscher Brigadegeneral außer Dienst des Heeres der Bundeswehr.

## Leben
Pohl absolvierte 1961 das Abitur und trat in die Bundeswehr ein. 1963 erfolgte die Ernennung zum Leutnant. Bis Oktober 1967 folgten Verwendungen als Zugführer-Offizier, S2/S1 (Militärisches Nachrichtenwesen/Personal) und Nachschubzugführer im Versorgungsbataillon 86. Dann folgten Studium der Betriebswirtschaftslehre und der Politikwissenschaft an der Universität Mannheim. 1972 erreichte er den Abschluss Diplom-Kaufmann und war anschließend bis 1976 Lehrbeauftragter an der Fachhochschule des Heeres 1 in Darmstadt. 1977 promovierte er zum Dr. rer. pol. an der Universität Mannheim. Von 1977 bis 1978 war er stellvertretender Bataillonskommandeur des Nachschubbataillons 2 und von 1978 bis 1979 Hochschullehrer an der Fachhochschule des Heeres 1 sowie von 1979 bis 1981 Bataillonskommandeur des Gebirgsnachschubbataillons 8. Es folgten Verwendungen von 1981 bis 1986 als Gruppenleiter im Materialamt des Heeres, von 1986 bis 1989 als Referent/SysB im Führungsstab des Heeres V 1 im Bundesministerium der Verteidigung auf der Hardthöhe in Bonn und von 1989 bis 1992 als Abteilungsleiter/Heeresbetriebswirt im Materialamt des Heeres. Im April 1990 erfolgte die Beförderung zum Oberst. Von 1992 bis 1994 war er Inspizient der Nachschubtruppe.
Von 1994 bis 1999 war Pohl Brigadekommandeur der Logistikbrigade 4 und wurde Anfang 1997 zum Brigadegeneral ernannt. Ab dem 8. März 1999 war er Abteilungsleiter I und General Heereslogistik im Heeresunterstützungskommando in Mönchengladbach. Mit Ablauf des März 2000 wurde er in den Ruhestand versetzt.
Pohl ist evangelisch, verheiratet und hat zwei Töchter.

## Schriften
- Krisen in Organisationen: eine explorative Untersuchung mit Hilfe empirischer Fallstudien. Mannheim 1977, DNB 780833481.